# Kurzany (gmina)
Kurzany – dawna gmina wiejska w powiecie brzeżańskim województwa tarnopolskiego II Rzeczypospolitej. Siedzibą gminy były Kurzany.
Gminę utworzono 1 sierpnia 1934 r. w ramach reformy na podstawie ustawy scaleniowej z dotychczasowych gmin wiejskich: Demnia, Hucisko, Kurzany, Mieczyszczów, Nadorożniów, Podwysokie, Rohaczyn Miasto, Rohaczyn Wieś i Wólka.
W marcu 1937 przyznano obywatelstwo honorowe gminy Marszałkowi Edwardowi Śmigłemu-Rydzowi.
Po II wojnie światowej obszar gminy znalazł się w ZSRR.